# دوره سوم مجلس شورای ملی
سومین مجلس شورای ملی پس از سه سال وقفه در تاریخ ۱۴ قوس ۱۲۹۳ خورشیدی برابر با ۱۷ محرم ۱۳۳۳ قمری توسط احمد شاه قاجار افتتاح گردید. دوره سوم مجلس شورای ملی به علت شروع جنگ جهانی اول بیش از یک سال دوام نیافت و در تاریخ ۱۱ عقرب ۱۲۹۴ (۲۵ ذیحجهٔ ۱۳۳۳ قمری) پایان یافت.